# Iglesia de San Andrés de Angoustrine
La iglesia de San Andrés de Angoustrine es una iglesia románica de Angoustrine- Villeneuve- des-Escaldes en la comarca de la Alta Cerdaña.
Se encuentra en medio del cementerio en lo alto del pueblo de Angoustrine. No se tiene que confundir con la iglesia neogótica del mismo nombre, erigida en el año 1889 en el centro de la villa.

## Historia
La iglesia está mencionada en el siglo X por primera vez en el acta de consagración de la catedral de Urgell. El edificio es del siglo XII, pero la cabecera es del siglo XI y tiene dos capillas laterales añadidas durante el siglo XVIII.'
Fue protegida como monumento histórico el 21 de diciembre de 1954.

## Descripción
Tiene una única nave, una cabecera semicircular y un campanario de espadaña. La cabecera, al este, se compone de un único ábside decorado con arcada ciega.
En la fachada meridional hay un portal con arco de medio punto encuadrado por columnas con capiteles esculpidos y cuatro arquivoltas. La decoración de los capiteles es muy sencilla, con rostros esculpidos enmarcados por rayas verticales incisas. La primera y la tercera arquivolta presentan dovelas biseladas, y la segunda está ornamentada con una moldura cilíndrica.
El campanario de espadaña tiene tres ojos, de manera parecida al de iglesia de Sant Fructuós de Llo, San Romano de Càldegues y la capilla de Nuestra Señora de Benlloch.
En el ábside hay frescos, del siglo XIII con la La Última Cena, los meses del año y el Maiestas Domini. En la iglesia se guardaba una talla románica policromada de un Cristo crucificado, que fue robada el año 1976.
|  |  |  |